# Mulholland Drive
Mulholland Drive (abbreviato in Mulholland Dr.) è un film del 2001 scritto e diretto da David Lynch e interpretato, tra gli altri, da Naomi Watts, Laura Harring, Justin Theroux, Ann Miller e Robert Forster. La pellicola racconta la storia di un'aspirante attrice di nome Betty Elms, appena sbarcata a Los Angeles, che incontra e conosce una donna affetta da amnesia, che si sta riprendendo da un incidente d'auto, in cui s'intrecciano diverse altre vicende e personaggi, tra cui un regista di Hollywood, ossia Theroux.
Originariamente concepito come un pilota televisivo, una consistente parte del film è stata girata nel 1999 con l’idea del regista di lasciarlo terminare in un finale aperto per una potenziale serie. Dopo aver visto la versione di Lynch, tuttavia, i dirigenti televisivi l'hanno respinta. Lynch ha quindi fornito un finale al progetto, rendendolo a tutti gli effetti un lungometraggio. Il risultato del mezzo pilota e del mezzo film, insieme allo stile caratteristico di Lynch, ha lasciato il significato degli eventi del film aperti all'interpretazione. Lynch ha rifiutato di fornire una spiegazione delle sue intenzioni per la narrazione, lasciando al pubblico, ai critici e ai membri del cast di speculare su ciò che traspare. Ha dato al film lo slogan "Una storia d'amore nella città dei sogni".
Classificato come thriller psicologico, il film ha fatto vincere a Lynch il Prix de la mise en scène (Premio al miglior regista) al Festival di Cannes del 2001 e una nomination all'Oscar come Miglior regista. Mulholland Drive ha lanciato le carriere della Watts e della Harring, oltre ad essere l'ultimo lungometraggio interpretato dalla veterana attrice hollywoodiana Ann Miller, e ormai è ampiamente ritenuto uno dei capolavori della storia del cinema, uno dei migliori lavori di Lynch e tra i più grandi film del XXI secolo. A.O. Scott del New York Times ha scritto che mentre alcuni potrebbero considerare la trama «un reato contro l'ordine narrativo [...] il film è una liberazione inebriante dal senso, con momenti di sentimento tanto potenti da apparire emergenti dal tetro mondo notturno dell'inconscio».
Nel 2022, all'interno del sondaggio Sight and Sound del British Film Institute, Mulholland Drive è stato classificato come l'ottavo più grande film mai realizzato, con 105 voti. Nel 2012, classificato 28º, era l'unico film del XXI secolo ad essere incluso nella lista. Nel 2016 è stato eletto il più grande film del XXI secolo in occasione di un sondaggio condotto da BBC Culture, in virtù dei giudizi formulati da 177 critici cinematografici provenienti da tutto il mondo.

## Trama
Los Angeles. Una donna sta per essere uccisa dal suo autista, ma si salva quando un'auto decappottabile si schianta contro la loro limousine sulla Mulholland Drive, celebre strada sulle colline di Hollywood. La donna è l'unica sopravvissuta; allontanatasi dal luogo dell'incidente, ferita e in stato di shock, si nasconde nel giardino di una villa e lì si addormenta. Al risveglio, s'introduce di soppiatto in una casa dove, poche ore dopo, entra anche Betty Elms, aspirante attrice canadese, venuta a prendere possesso dell'abitazione di sua zia Ruth che sarà via per qualche tempo. Betty è sorpresa nel trovare la donna, che dopo aver visto in bagno un poster del film Gilda con Rita Hayworth dice di chiamarsi Rita. Betty ben presto capisce che la donna soffre di amnesia e così decide di aiutarla a recuperare memoria e identità.
Intanto, nel ristorante Winkie's, un uomo racconta a un amico di aver sognato un personaggio spaventoso apparirgli nel retro del ristorante. Uscito con l'amico per perlustare il retro del locale, l'uomo vede il personaggio dell'incubo e ha un infarto; intanto un maldestro sicario, nel tentativo di rubare un libro pieno di numeri di telefono, finisce per uccidere tre persone. Nel frattempo il regista Adam Kesher è ricattato da una coppia di mafiosi che gli impongono di assegnare il ruolo principale del suo prossimo film a un'attrice sconosciuta di nome Camilla Rhodes; Kesher rifiuta, ma dopo essere stato buttato fuori di casa dalla moglie fedifraga, aver scoperto che la banca gli ha chiuso il conto e aver incontrato in uno squallido hotel un uomo misterioso chiamato "il Cowboy", accetta di scritturare la Rhodes.
Poco dopo Betty e Rita, che ha trovato una gran quantità di denaro e un'insolita chiave blu nella propria borsetta, vanno al ristorante Winkie's dove vengono servite da una cameriera di nome Diane, e Rita ricorda il nome Diane Selwyn. Le due trovano una Diane Selwyn nell'elenco telefonico e la chiamano, ma dato che lei non risponde, le due si recano nel suo appartamento e qui, sul letto, trovano il cadavere putrefatto di una donna.
La notte successiva, dopo che le due donne sono diventate amanti, Rita prega Betty di accompagnarla al teatro Club Silencio e qui, mentre Rebekah Del Rio sviene cantando Crying di Roy Orbison, rivelando il playback, il presentatore spiega in diverse lingue che tutto è un'illusione. A casa Betty trova nella sua borsetta una scatolina blu, che si adatta alla chiave di Rita.
Le due donne tornano a casa quando Betty scompare come d'incanto. Rita apre la scatola svelando la realtà degli eventi: quanto accaduto è frutto di una visione negli ultimi istanti di vita di Betty. Le due sono rispettivamente Camilla Rhodes e Diane Selwyn. Quest'ultima, innamorata e abbandonata dall'altra per il regista Adam Kesher, assolda un maldestro sicario per ucciderla, per poi essere divorata dai sensi di colpa. In preda alla follia e alle allucinazioni si ucciderà con un colpo di pistola sul proprio letto, lo stesso dove le due avevano rinvenuto il cadavere, che è di Betty/Diane.

## Produzione
Originariamente concepito come una serie televisiva, Mulholland Drive è stato inizialmente realizzato come un episodio pilota di 90 minuti prodotto per Touchstone Television e destinato alla rete televisiva ABC. Tony Krantz, l'agente responsabile dello sviluppo de I segreti di Twin Peaks, era "entusiasta" all'idea di fare un'altra serie televisiva. Lynch vendette l'idea ai dirigenti della ABC basandosi solo sulla storia di Rita che sopravvive all'incidente automobilistico con la sua borsa contenente 125.000 dollari in contanti e la chiave blu, e Betty che cerca di aiutarla a ricordare la sua identità. Un dirigente della ABC disse: "Ricordo l'inquietudine di questa donna in questo orribile, orribile incidente, e David che ci prendeva in giro con l'idea che delle persone la stessero inseguendo. Non è solo "nei" guai, è i guai. Ovviamente, abbiamo chiesto, 'Cosa succede dopo?' E David ha detto: 'Devi capire il tono perché io te lo dica'".
Lynch mostrò alla ABC un montaggio preliminare del pilota. La persona che l'ha visto, secondo Lynch, l'ha guardato alle sei del mattino bevendo del caffè in piedi. Questi ha dichiarato di odiare il pilota e la ABC lo ha immediatamente cancellato. Pierre Edleman, un amico parigino di Lynch, venne a trovarlo e iniziò a parlargli della possibilità di trasformare l'episodio in un lungometraggio, per poi tornare a Parigi. Canal+ propose a Lynch di finanziarlo per realizzare un film dal pilota e ci volle un anno per negoziare.
Lynch descrisse l'attrattiva dell'idea di un pilota, nonostante la consapevolezza che il mezzo televisivo sarebbe stato costrittivo: "Sono un fanatico di una storia continua ... Teoricamente, puoi ottenere una storia molto profonda e puoi andare così in fondo e aprire il mondo in modo così bello, ma ci vuole tempo per farlo." La storia includeva elementi surreali, molto simili alla precedente serie di Lynch Twin Peaks. Venivano gettate le basi per archi narrativi, come il mistero dell'identità di Rita, la carriera di Betty e il progetto cinematografico di Adam Kesher.
L'attrice Sherilyn Fenn ha dichiarato in un'intervista del 2014 che l'idea originale venne durante le riprese di Twin Peaks, come film spin-off per il suo personaggio di Audrey Horne.

## Distribuzione in Italia
Mulholland Drive è stato distribuito al cinema in Italia da 01 Distribution il 15 febbraio 2002.

## Accoglienza
Presentato in concorso alla 54ª edizione del Festival di Cannes, ha vinto il premio per la miglior regia (ex aequo con Joel Coen per L'uomo che non c'era). Ha vinto il premio come miglior film dal New York Film Critics Circle, ed inoltre ha ricevuto 4 stelle nella recensione del critico Roger Ebert, conosciuto per essere uno dei più grandi detrattori del regista. Lynch ha anche ricevuto la sua terza nomination al Premio Oscar come miglior regista.
Nonostante i riconoscimenti, il film ha riscosso poco successo commerciale, guadagnando appena 7 milioni di dollari ai box office americani, più altri 13 milioni nel resto del mondo. A dispetto degli incassi, il film ha raggiunto lo status di cult sin dall'uscita, con molte interpretazioni sulla storia e sul suo simbolismo. Lynch, come per tutte le sue opere, non ha dato nessuna spiegazione a proposito del "vero significato" del film. Il DVD americano e quello inglese includono 10 indizi scritti dal regista nel libretto allegato, probabilmente inseriti per ironizzare sull'alone di mistero che avvolge la trama e sull'ansia dei critici nel volerlo dipanare.
Nel 2010 la Los Angeles Film Critics Association ha stilato una lista dei migliori film del decennio 2000-2009 nella quale Mulholland Drive ha ottenuto il primo posto. Nel 2016 il canale audio-televisivo britannico BBC ha compiuto un sondaggio tra 177 critici cinematografici da 36 paesi. Lo scopo è stato quello di individuare il più grande film del 21º secolo (tra quelli distribuiti in sala tra il 2000 e il 2015). Il film Mulholland Drive si è guadagnato il primo posto in classifica, superando lungometraggi quali In the Mood for Love (al secondo posto) e Il petroliere (al terzo).
La rivista Sight & Sound, posiziona la pellicola all'ottavo posto nella lista dei migliori film di tutti i tempi.

## Luoghi del film
La suggestiva sequenza all'interno del Club Silencio è stata ambientata al Tower Theater di Los Angeles, mentre per gli esterni è stato scelto il Palace Newsreel Theatre, anch'esso a Los Angeles, ma con la decorazione del portone che richiama la Ennis House dell'architetto Frank Lloyd Wright. Le sequenze nella tavola calda Winkies sono state girate al Caesar's Restaurant a Gardena, in California.

## Riconoscimenti
- 2002 - Premio Oscar
  - Candidatura Miglior regia a David Lynch
- 2002 - Golden Globe
  - Candidatura Miglior film drammatico
  - Candidatura Miglior regia a David Lynch
  - Candidatura Migliore sceneggiatura a David Lynch
  - Candidatura Migliore colonna sonora originale a Angelo Badalamenti
- 2002 - Premio BAFTA
  - Miglior montaggio a Mary Sweeney
  - Candidatura Miglior colonna sonora a Angelo Badalamenti
- 2001 - Festival di Cannes
  - Miglior regia a David Lynch
  - Candidatura Palma d'oro a David Lynch
- 2001 - Chicago Film Critics Association Award
  - Miglior film
  - Miglior regia a David Lynch
  - Migliore attrice protagonista a Naomi Watts
  - Candidatura Miglior fotografia a Peter Deming
  - Candidatura Miglior colonna sonora originale a Angelo Badalamenti, David Lynch e John Neff
- 2002 - Premio César
  - Miglior film straniero a David Lynch
- 2002 - Independent Spirit Awards
  - Miglior fotografia a Peter Deming
- 2002 - Nastro d'argento
  - Candidatura Miglior regista straniero a David Lynch
- 2001 - National Board of Review Awards
  - Migliori dieci film
  - Miglior performance rivelazione femminile a Naomi Watts
- 2002 - Saturn Award
  - Candidatura Miglior film d'azione/di avventura/thriller
  - Candidatura Miglior regia a David Lynch
  - Candidatura Miglior attrice protagonista a Naomi Watts
  - Candidatura Miglior colonna sonora a Angelo Badalamenti
- 2001 - Boston Society of Film Critics Award
  - Miglior film
  - Miglior regia a David Lynch
  - Candidatura Miglior attrice protagonista a Naomi Watts
- 2002 - Critics' Choice Movie Award
  - Candidatura Miglior film
- 2001 - Las Vegas Film Critics Society Awards
  - Migliore attrice non protagonista a Naomi Watts
- 2001 - Los Angeles Film Critics Association Awards
  - Miglior regia a David Lynch
  - Candidatura Miglior film
  - Candidatura Miglior attrice protagonista a Naomi Watts
- 2002 - AFI Awards
  - Candidatura Film dell'anno a Mary Sweeney, Alain Sarde, Neal Edelstein, Michael Polaire e Tony Krantz
  - Candidatura Regista dell'anno a David Lynch
  - Candidatura Attrice dell'anno a Naomi Watts
  - Candidatura Compositore dell'anno a Angelo Badalamenti
- 2002 - ALMA Award
  - Miglior attrice protagonista a Laura Harring
- 2003 - Premio Bodil
  - Miglior film statunitense a David Lynch
- 2001 - Camerimage
  - Candidatura Rana d'oro a Peter Deming
- 2002 - Artios Award
  - Candidatura Miglior casting per un film drammatico a Johanna Ray
- 2002 - Edgar Award
  - Candidatura Miglior film a David Lynch
- 2002 - Film Critics Circle of Australia Awards
  - Miglior film straniero
- 2002 - Golden Trailer Awards
  - Candidatura Miglior film drammatico
  - Candidatura Film più originale
- 2001 - New York Film Critics Circle Awards
  - Miglior film
  - Candidatura Miglior regia a David Lynch
  - Candidatura Miglior attrice protagonista a Naomi Watts
  - Candidatura Miglior fotografia a Peter Deming
- 2002 - Chlotrudis Awards
  - Miglior film
  - Miglior attrice protagonista a Naomi Watts
  - Miglior sceneggiatura originale a David Lynch
  - Miglior regia (Premio del pubblico) a David Lynch
  - Miglior sceneggiatura originale (Premio del pubblico) a David Lynch
- 2003 - Cinema Brazil Grand Prize
  - Candidatura Miglior film straniero
- 2002 - Costume Designers Guild Awards
  - Candidatura Migliori costumi a Amy Stofsky e Durinda Wood
- 2002 - Dallas-Fort Worth Film Critics Association Awards
  - Candidatura Miglior film
  - Candidatura Miglior regia a David Lynch
- 2002 - L.A. Outfest
  - Miglior attrice protagonista a Naomi Watts
- 2002 - National Society of Film Critics Awards
  - Miglior film
  - Miglior attrice protagonista a Naomi Watts
- 2002 - Online Film Critics Society Awards
  - Miglior film
  - Miglior regia a David Lynch
  - Miglior attrice protagonista a Naomi Watts
  - Miglior performance rivelazione a Naomi Watts
  - Miglior colonna sonora originale a Angelo Badalamenti
  - Candidatura Miglior sceneggiatura originale a David Lynch
  - Candidatura Miglior fotografia a Peter Deming
- 2002 - Phoenix Film Critics Society Awards
  - Candidatura Miglior regia a David Lynch
- 2001 - San Diego Film Critics Society Awards
  - Miglior attrice non protagonista a Naomi Watts
- 2003 - Sant Jordi Awards
  - Miglior film straniero a David Lynch
- 2001 - Catalonian International Film Festival
  - Candidatura Miglior film a David Lynch
- 2001 - Toronto Film Critics Association Awards
  - Miglior regia a David Lynch
  - Candidatura Miglior film

## Temi e interpretazioni
Dando al film solo lo slogan "Una storia d'amore nella città dei sogni", David Lynch si è rifiutato di commentare il significato o il simbolismo di Mulholland Drive, portando a molte discussioni e molteplici interpretazioni. Il critico cinematografico del The Christian Science Monitor David Sterritt ha parlato con Lynch dopo che il film è stato proiettato a Cannes e ha scritto che il regista "ha insistito sul fatto che Mulholland Drive raccontasse una storia coerente e comprensibile", a differenza di alcuni dei film precedenti di Lynch come Strade perdute. D'altra parte, Justin Theroux ha detto riguardo ai sentimenti di Lynch sui molteplici significati che le persone percepiscono nel film: "Penso che sia sinceramente felice che significhi tutto ciò che vuoi. Adora quando le persone escono con interpretazioni davvero bizzarre. David lavora dal suo subconscio".

### Sogni e realtà alternative
Un'interpretazione del film utilizza l'analisi dei sogni per sostenere che la prima parte del film è un sogno della vera Diane Selwyn, che ha rappresentato la sua sé onirica come l'innocente e piena di speranza "Betty Elms", ricostruendo la sua storia e il suo personaggio per renderli simili a un vecchio film hollywoodiano. Nel sogno, Betty ha successo, è affascinante e vive la vita fantastica di un'attrice che presto diventerà famosa. L'ultima parte del film presenta la vita reale di Diane, nella quale ha fallito sia personalmente che professionalmente. Colta dalla frustrazione e dalla gelosia ha commissionato l'omicidio della sua ex amante, Camilla, dopodiché, incapace di far fronte al senso di colpa, l'ha proiettata nel suo sogno come la debole e bisognosa d'aiuto Rita, affetta da amnesia. Tuttavia, gli indizi della sua inevitabile morte sono ricorrenti anche nel mondo onirico.
Questa interpretazione è simile a quella data da Naomi Watts, quando disse in un'intervista: "Pensavo che Diane fosse il vero personaggio e che Betty fosse la persona che voleva essere e che aveva sognato. Rita è la damigella in pericolo che ha assolutamente bisogno di Betty, e Betty la controlla come se fosse una bambola. Rita è la fantasia di Betty di chi vuole che Camilla sia." Le prime esperienze di Watts a Hollywood sono parallele a quelle di Diane, in quanto ha sofferto una certa frustrazione professionale prima di avere successo, ha fatto audizioni per parti in cui non credeva e ha incontrato persone che non le hanno concesso delle vere opportunità. L'attrice ha ricordato: "Ci sono state molte promesse, ma in realtà non è successo niente. Ho finito i soldi e mi sono sentita piuttosto sola". Michael Wilmington del Chicago Tribune ha scoperto che "tutto in 'Mulholland Drive' è un incubo. È un ritratto del sogno d'oro di Hollywood che diventa rancido, coagulandosi in uno stufato velenoso di odio, invidia, squallidi compromessi e fallimento che uccide l'anima. Questo è il ventre delle nostre fantasie glamour, e l'area che Lynch mostra qui è rappresentata realisticamente".
The Guardian ha chiesto a sei noti critici cinematografici le loro percezioni sul significato generale di Mulholland Drive. Neil Roberts di The Sun e Tom Charity di Time Out sottoscrivono la teoria secondo cui Betty rappresenterebbe la proiezione di Diane di una vita più felice. Pur accettando tale interpretazione, Roger Ebert e Jonathan Ross hanno rifiutato di analizzare maggiormente film; Ebert afferma: "Non c'è alcuna spiegazione. Potrebbe non esserci nemmeno un mistero". Ross osserva che ci sono trame che non vanno da nessuna parte: "Forse questi erano i resti del pilota che originariamente doveva essere, o forse queste cose funzionano secondo i non sequitur e il subconscio dei sogni". Philip French di The Observer lo vede come un'allusione alla tragedia di Hollywood, mentre Jane Douglas della BBC ha rifiutato la teoria della vita di Betty come il sogno di Diane, ritenendo che non serva fare un'analisi eccessiva del film.
Allo stesso modo, il teorico dei media Siobhan Lyons non si è detto d'accordo con la teoria del sogno, sostenendo che si tratta di "un'interpretazione superficiale [che] mina la forza dell'assurdità della realtà che spesso ha luogo nell'universo di Lynch". Invece, Lyons ha ipotizzato che Betty e Diane siano in realtà due persone diverse che si somigliano, un elemento comune tra le star di Hollywood. Un'interpretazione simile sostiene che Betty e Rita e Diane e Camilla esistano in universi paralleli che a volte si interconnettono. Un'altra teoria suggerisce che la narrazione sia un nastro di Möbius, pertanto non ha inizio né fine. Un'ipotesi suggerisce che l'intero film è un sogno, ma che non si conosce l'identità del sognatore. I ripetuti riferimenti a letti, camere da letto e al sonno simboleggiano la forte influenza dei sogni. Rita si addormenta più volte; tra questi episodi sono presenti scene sconnesse, come gli uomini che conversano alla tavola calda, l'arrivo di Betty a Los Angeles e il furto maldestro, suggerendo che Rita potrebbe starli sognando. L'inquadratura iniziale del film rappresenta un letto sul quale dorme una persona non identificata, instillando, secondo la studiosa di cinema Ruth Perlmutter, la necessità di chiedersi se ciò che si sta seguendo nel film è reale. La professoressa di studi sui sogni Kelly Bulkeley sostiene che la prima scena al ristorante, essendo l'unica in cui i sogni o il sogno sono esplicitamente menzionati, illustra "la verità rivelatrice e l'incertezza epistemologica nel film di Lynch". L'essere mostruoso del sogno, oggetto della conversazione degli uomini alla tavola calda, riappare alla fine del film subito prima e dopo che Diane si suicida. Bulkeley afferma che la discussione solitaria sui sogni in quella scena presenta un'apertura a "un nuovo modo di comprendere tutto ciò che accade nel film".
Il filosofo e teorico del cinema Robert Sinnerbrink osserva che le immagini conclusive del film che seguono l'apparente suicidio di Diane minano l'interpretazione del "sogno e realtà": dopo che Diane si spara, il letto viene avvolto dal fumo e vengono mostrate delle immagini di Betty e Rita che si sorridono a vicenda; dopodiché una donna sul palco del Club Silencio dice a bassa voce" Silencio", mentre lo schermo diventa nero. Sinnerbrink scrive che "le immagini che chiudono il film fluttuano in una zona indeterminata tra fantasia e realtà, che è forse la dimensione genuinamente metafisica dell'immagine cinematografica", osservando anche che potrebbe essere che "l'ultima sequenza comprenda le immagini oniriche della coscienza morente di Diane, concludendosi con il momento reale della sua morte. Riferendosi alla stessa sequenza, il teorico del cinema Andrew Hageman osserva che "la coda di novanta secondi che segue il suicidio di Betty/Diane è uno spazio cinematografico che persiste dopo che il sipario è calato sulla sua coscienza vivente, e questo spazio persistente è proprio il teatro in cui il l'illusione dell'illusione è continuamente smascherata".
Il teorico del cinema David Roche scrive che i film di Lynch non raccontano semplicemente storie poliziesche, ma piuttosto costringono il pubblico a diventare loro stessi detective per dare un senso alle narrazioni, e che Mulholland Drive, come altri film di Lynch, frustra "il bisogno dello spettatore di una diegesi razionale giocando sull'errore dello spettatore che 'narrazione' è sinonimo di 'diegesi'". Nei film di Lynch lo spettatore è sempre "un passo indietro rispetto alla narrazione" e quindi "la narrazione prevale sulla diegesi". Roche nota anche che ci sono molti misteri nel film che alla fine rimangono senza risposta dai personaggi che incontrano vicoli ciechi, come Betty e Rita, o cedono alle pressioni come fa Adam. Sebbene il pubblico faccia ancora fatica a dare un senso alle storie, i personaggi non cercano più di risolvere i loro misteri. Roche conclude che Mulholland Drive è un film misterioso non perché consente al pubblico di vedere la soluzione a una domanda, ma il film stesso è un mistero tenuto insieme "dal desiderio dello spettatore-detective di dargli un senso".

### La rappresentazione di Hollywood
Nonostante la proliferazione di teorie, i critici hanno notato che nessuna spiegazione soddisfa tutte le questioni in sospeso e le domande che sorgono dal film. Stephen Holden del New York Times scrive: "Mulholland Drive ha poco a che fare con la vita amorosa o l'ambizione professionale di un singolo personaggio. Il film è una riflessione sempre più profonda sul fascino di Hollywood e sui molteplici giochi di ruolo e auto-invenzione che l'esperienza cinematografica promette... Quale potere è più grande di quello di entrare e programmare la vita onirica della cultura?". J. Hoberman di The Village Voice fa eco a questo sentimento definendolo un "San Valentino velenoso per Hollywood".
Mulholland Drive è stato paragonato al classico film noir di Billy Wilder Viale del tramonto, un'altra storia sui sogni infranti a Hollywood, e all'inizio del film Rita viene mostrata mentre attraversa Sunset Boulevard (titolo originale del film di Wilder) di notte. Oltre al fatto che entrambi i titoli prendono il nome da iconiche strade di Los Angeles, Mulholland Drive è "il resoconto unico di Lynch di ciò che attirò anche l'attenzione di Wilder: la putrefazione umana (un termine che Lynch usò più volte durante la sua conferenza stampa al New York Film Festival 2001) in una città di illusioni letali". Il titolo del film è un riferimento all'iconica cultura di Hollywood. Lynch vive vicino a Mulholland Drive e ha dichiarato in un'intervista: "Di notte sei in cima al mondo. Di giorno sei sempre in cima al mondo, ma è misterioso e c'è un filo di paura perché sei in zone remote. Senti la storia di Hollywood in quella strada". Anche Watts ha avuto esperienza con la strada prima che la sua carriera si stabilizzasse: "Ricordo di aver guidato per strada molte volte singhiozzando incontrollabilmente nella mia macchina, dicendo: 'Cosa ci faccio qui? ' ".
Il critico Gregory Weight mette in guardia gli spettatori contro un'interpretazione cinica degli eventi nel film, affermando che Lynch presenta "più della facciata e crede che sotto di essa ci siano solo il male e l'inganno". Per quanto Lynch faccia una dichiarazione sull'inganno, la manipolazione e le false pretese nella cultura di Hollywood, infonde anche nostalgia in tutto il film e riconosce che la vera arte proviene dal cinema classico mentre Lynch ha scelto di rendere omaggio agli attori veterani Ann Miller, Lee Grant e Chad Everett. Ritrae anche Betty come straordinariamente talentuosa e mostra che le sue capacità sono notate da persone potenti nell'industria dell'intrattenimento. Commentando le posizioni contrastanti tra la nostalgia del cinema e il marcio di Hollywood, Steven Dillon scrive che Mulholland Drive è critico nei confronti della cultura di Hollywood tanto quanto condanna la " cinefilia " (il fascino del cinema e le fantasie ad esso associate).
Harring ha descritto la sua interpretazione dopo aver visto il film: "Quando l'ho visto la prima volta, ho pensato che fosse la storia dei sogni, dell'illusione e dell'ossessione di Hollywood. Tocca l'idea che niente è come sembra, specialmente la possibilità concreta di diventare una star del cinema di Hollywood. La seconda e la terza volta che l'ho visto, ho pensato che riguardasse l'identità. Sappiamo chi siamo? E poi ho continuato a vederci cose diverse... Non c'è giusto o sbagliato in ciò che qualcuno toglie da esso o su cosa pensano che il film parli veramente. È un film che ti fa riflettere continuamente, ti fa fare domande. un film che devi vedere di nuovo.' Ti incuriosisce. Vuoi capirlo, ma non credo che sia un film da capire.

### Le relazioni romantiche
Le relazioni tra Betty e Rita, e Diane e Camilla sono state variamente descritte come "toccanti", "commoventi", oltre che "titillanti". Il critico francese Thierry Jousse, nella sua recensione per Cahiers du cinéma, ha affermato che l'amore tra le donne raffigurate è composto "da un lirismo praticamente senza eguali nel cinema contemporaneo". Nelle pagine di Film Comment, Phillip Lopate afferma che il fondamentale intermezzo romantico tra Betty e Rita è stato reso commovente e tenero dalla "comprensione di Betty per la prima volta, con auto-sorpresa, che tutta la sua disponibilità e curiosità per l'altra donna avevano un senso: il desiderio... È un bel momento, reso ancora più miracoloso dalla sua meritata tenerezza e dalle sue distanze da qualsiasi cosa lurida". Stephanie Zacharek della rivista Salon ha affermato che "l'erotismo della scena [era] così potente da ricoprire l'intero film, colorando ogni scena precedente e quelle che seguono". Betty e Rita sono state scelte dall'Independent Film Channel come la coppia romantica emblematica degli anni 2000. Lo scrittore Charles Taylor ha detto: "Betty e Rita sono spesso inquadrate contro un'oscurità così morbida e vellutata che è come un'aureola sospesa , pronta ad inghiottirle se si dovessero svegliare dal sogno del film. E quando vengono fagocitate, quando il fumo riempie l'inquadratura come se lo stesso zolfo dell'inferno oscurasse la nostra visione, ci sentiamo come se non solo una storia d'amore fosse stata spezzata, ma come se la bellezza del mondo fosse stata maledetta".
Alcuni teorici del cinema hanno sostenuto che Lynch abbia inserito degli elementi queer nel contenuto estetico e tematico del film. Il film non lineare è "incapace di sostenere la coerenza narrativa"; Lee Wallace sostiene che "il lesbismo dissolve le convenzioni ideologiche del realismo narrativo, operando come punto di scambio per i mondi narrativi contestati all'interno del film elaborato di Lynch". La presenza di specchi e doppelganger in tutto il film "sono rappresentazioni comuni del desiderio lesbico". La co-dipendenza nella relazione tra Betty e Rita - che rasenta l'ossessione assoluta - è stata paragonata alle relazioni femminili in due film simili, Persona di Ingmar Bergman e Tre donne di Robert Altman, che descrivono a loro volta l'identità di donne vulnerabili che si aggrovigliano, si scambiano e alla fine si fondono: "Anche le coppie femminili si rispecchiano a vicenda, con le loro interazioni reciproche che fondono l'adorazione dell'eroe (ine) con il desiderio dello stesso sesso". Lynch rende un omaggio diretto a Persona nella scena in cui Rita indossa la parrucca bionda, identica ai capelli di Betty. Rita e Betty poi si guardano allo specchio "attirando l'attenzione sulla loro somiglianza fisica, collegando la sequenza al tema dell'abbraccio, dell'accoppiamento fisico e all'idea della fusione o del raddoppio". La riflessione e il doppio, che sono temi importanti in tutto il film, servono a rendere ulteriormente queer la forma e il contenuto del film.
Diversi teorici hanno accusato Lynch di aver perpetuato nel film stereotipi e cliché su lesbiche, bisessuali e relazioni lesbiche: Rita (la femme fatale) e Betty (la "scolaretta", ovvero la ragazza innocente e pura) rappresentano due personaggi archetipi delle lesbiche; Heather Love identifica due cliché chiave usati nel film: "Lynch presenta il lesbismo nella sua forma innocente ed espansiva: il desiderio lesbico appare come una grande avventura, un ingresso in un territorio affascinante e sconosciuto". Allo stesso tempo, presenta il tragico triangolo lesbico, "in cui una donna attraente ma non disponibile scarica una donna meno attraente che viene considerata esclusivamente lesbica", perpetuando lo stereotipo della donna bisessuale "che finisce con un uomo". Maria San Filippo riconosce che Lynch fa affidamento sugli archetipi classici del film noir per sviluppare l'eventuale tradimento di Camilla: questi archetipi "si radicano a tal punto che gli spettatori vengono immediatamente avvertiti che "Rita" non è ciò che sembra e che è solo una questione di tempo prima che riveli la sua duplice natura". Per Love, il desiderio esclusivamente lesbico di Diane è "tra successo e fallimento, tra sensualità e abiezione, anche tra vita e morte" se viene rifiutata. Diane rappresenta il tragico cliché del personaggio lesbico che si strugge per il personaggio bisessuale impegnato in una relazione eterosessuale. L'analisi di Love del film rileva la peculiare risposta dei media al contenuto lesbico del film: "i recensori hanno parlato con entusiasmo in particolare e a lungo delle scene di sesso del film, come se ci fosse una gara per vedere chi potrebbe godere maggiormente di questa rappresentazione del desiderio femminile tra lo stesso sesso." Sottolinea che il film ha utilizzato un tema classico della letteratura e del cinema che descrive le relazioni lesbiche: Camilla dolorosamente bella e disponibile, che rifiuta Diane per Adam. La reazione popolare al film suggerisce che le relazioni contrastanti tra Betty e Rita e Diane e Camilla siano "intese sia come la cosa più sexy sulla terra e, allo stesso tempo, come qualcosa di fondamentalmente triste e per niente erotico" come afferma "l'ordine eterosessuale stessa con effetti schiaccianti per la donna abbandonata».
L'elemento della eterosessualità è importante nella seconda metà del film, perché la fine definitiva della relazione tra Diane e Camilla scaturisce dal matrimonio della coppia eterosessuale. Alla festa di Adam, iniziano ad annunciare che Camilla e Adam si sposano; attraverso risate e baci, la dichiarazione viene ritardata perché ovvia e attesa. La chiusura eterosessuale del momento è interrotta da un cambio di scena. Come suggerisce Lee Wallace, pianificando un colpo contro Camilla, "Diane elude la chiusura eterosessuale della storia dell'industria ma solo passando al suo mondo narrativo, un atto che si rivela fatale per entrambe le donne, le relazioni di causa ed effetto del thriller sono fondamentalmente incompatibili con la trama del lesbismo così come la presenta il film". Per Joshua Bastian Cole, il personaggio di Adam funge da contrapposto di Diane, ciò che lei non potrà mai essere, motivo per cui Camilla la lascia. Nella fantasia di Diane, anche Adam ha la sua sottotrama che porta alla sua umiliazione. Sebbene questa storia possa essere intesa come una fantasia di vendetta nata dalla gelosia, Cole sostiene che questo è un esempio dello sguardo transgender di Diane: "Adam funziona come uno specchio, un oggetto maschile su cui Diane potrebbe proiettarsi". Il prolungato contatto visivo di Diane con Dan alla tavola calda è un altro esempio dell'interpretazione trans. Per Cole, "lo strano riconoscimento di Dan da parte di Diane, che non è proprio un'identificazione, ma qualcos'altro, sembra trans nella sua linea obliqua, tracciata tra doppi impossibili" e i loro nomi simili (Dan/Diane), il che non è un errore. Sottolinea che la comprensione lesbica del film ha messo in ombra potenziali interpretazioni trans; la sua lettura dello sguardo trans di Diane è un contributo alla narrativa queer del film .
Le rappresentazioni mediatiche delle opinioni di Naomi Watts e Laura Elena Harring sulle loro relazioni sullo schermo sono state varie e contrastanti. Watts ha detto delle riprese della scena: "Non la vedo come erotica, anche se forse lo sembra. L'ultima volta che l'ho vista, avevo davvero le lacrime agli occhi perché sapevo dove stava andando la storia. mi ha spezzato un po' il cuore". Tuttavia, in un'altra intervista Watts ha dichiarato: "Sono rimasta stupita di quanto tutto ciò sembri onesto e reale sullo schermo. Queste ragazze sembrano davvero innamorate ed è stato curiosamente erotico". Mentre Harring ha dichiarato: "La scena d'amore è appena accaduta ai miei occhi. Rita è molto grata per l'aiuto che Betty le ha dato, quindi le dico addio e buonanotte, grazie, dal profondo del mio cuore, la bacio e poi c'è solo un'energia che ci cattura. Ovviamente ho l'amnesia quindi non so se l'ho mai fatto prima, ma non penso che siamo davvero lesbiche. Heather Love concordava in qualche modo con la percezione di Harring quando affermava che l'identità in Mulholland Drive non è importante quanto il desiderio: "chi siamo non conta molto, ciò che conta invece è ciò che stiamo per fare, ciò che vogliamo fare".

## Citazioni e riferimenti
- Durante il film è visibile nel corridoio della casa della Zia Ruth il ritratto di Beatrice Cenci attribuito a Guido Reni. In particolare il dipinto va a interporsi tra le due protagoniste durante la conversazione a proposito della telefonata anonima alla polizia. Data la storia di abusi sessuali con implicazioni incestuose e parricidio di Beatrice Cenci, questo dettaglio ha fatto nascere la supposizione che Betty\Diane sia stata vittima di abusi sessuali con ingravidazione e successivo aborto. In seguito a questi traumi Betty\Diane avrebbe sviluppato una psicosi il cui prodotto è Rita\Camilla, reincarnazione del figlio abortito.[54][55]
- Alcuni aspetti della trama ricordano il famoso caso irrisolto dell'omicidio della Dalia Nera. Elizabeth Short era una giovane aspirante attrice e dai conoscenti veniva chiamata Betty, come la protagonista del film.
- Chappell Roan cita il titolo del film nel suo brano Naked in Manhattan, presente nel suo album di debutto The Rise and Fall of a Midwest Princess